# ATS (язык программирования)
ATS (от англ. Applied Type System) — язык программирования, нацеленный на поддержку формальной верификации в сочетании с практическим программированием с использованием системы зависимых типов. Разработчик — Хонвэй Си; основные конструкции заимствованы из ML и OCaml, предшествующий язык Dependent ML того же автора по сути включён в новый.
Производительность программ на ATS сравнима с аналогичными показателями программ на Си и C++. По мнению автора языка эффективность для функциональных языков в основном зависит от способа представления данных в языке и оптимизации хвостовых вызовов, поэтому данные в ATS хранятся в простом (плоском) виде или преимущественно без вложенных представлений.